# Boshuizen
Boshuizen is een woonbuurt in de Nederlandse stad Leiden, die deel uitmaakt van het Bos- en Gasthuisdistrict. 